# Provincia de Surigao
La provincia de Surigao fue una demarcación territorial histórica de Filipinas creada en la parte nororiental de la isla de Mindanao durante la ocupación estadounidense de Filipinas. Según el censo de 1918 esta provincia  tenía una extensión superficial de 7.483 km², la poblaban 122.022 almas que habitaban en 14 municipios con 146 barrios.
Su capital fue la ciudad de Surigao.

## Geografía
Comprendía los siguientes 14 municipios:
En la actual provincia de Surigao del Norte 6, los de Bacuag, Gigaquit, Surigao, Placer, Dinagat y Dapa.
En la actual provincia de Surigao del Sur 7, los de Carrascal, Cantilán, Lanuza, Tandag, Tago, Lianga y Jinatúan.
En la actual provincia de Dinagat 1, el de Loreto.
En la isla adyacente de Dinagat se encontraban los municipios de Loreto al norte y Dinagat al sur.
En la también isla adyacente de Siargao el municipio de Dapa.
Los restantes en la isla de Mindanao, donde lindaba con las provincias de Agusan, al oeste, y de Dávao, al sur.

## Historia
Su territorio fue parte de la provincia de Caraga durante la mayor parte de la Capitanía General de Filipinas (1520-1898). A principios del siglo XIX la isla de Mindanao se hallaba dividida en siete distritos militares.
El Distrito 3º de Surigao, llamado hasta 1858 provincia de Caraga, tenía por capital el pueblo de Surigao e incluía la Comandancia de Butuan.

### Ocupación estadounidense

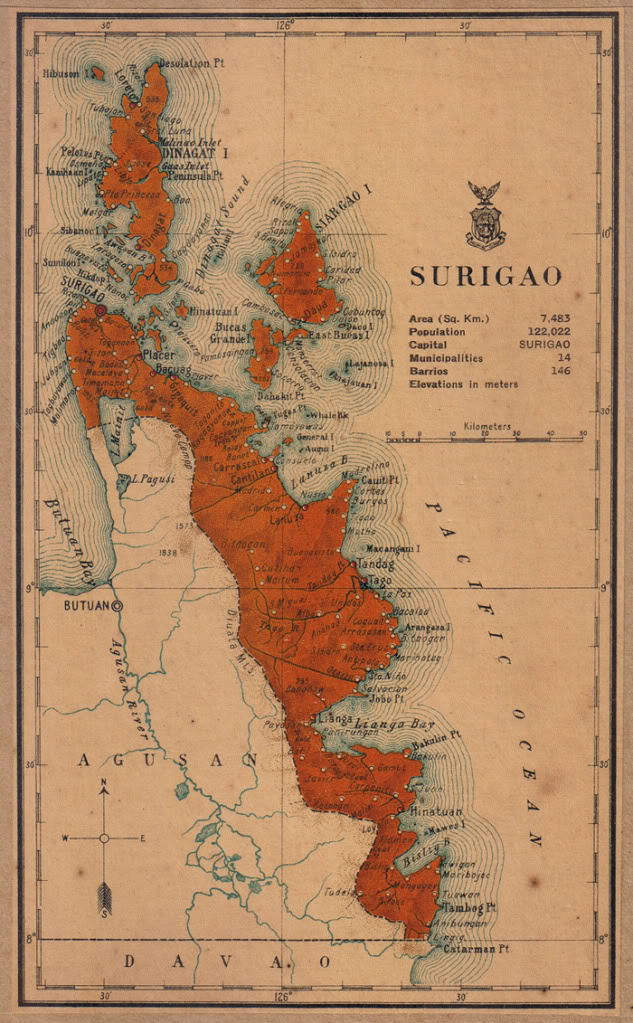
Surigao en 1918.

El gobierno civil quedó establecido el 15 de mayo de 1901 en su capital Surigao. Incluía la subprovincia de Butuan, antes comandancia político militar. Cuando en 1911 fue creada la provincia de Agusan, Butuán se separó de Surigao para pasar a formar parte de la nueva provincia.
El 31 de diciembre de 1916, durante la ocupación estadounidense de Filipinas, el archipiélago se reorganizó territorialmente sobre la base de 36 provincias ordinarias, entre las cuales la provincia de Surigao.
La provincia de Surigao ocupaba la parte noreste de la isla de Mindanao, incluyendo las islas de Dinagat, Siargao y Bucas Grande, con pequeñas islas anexas. Su capital era Surigao y formaban esta provincia los siguientes 9 municipios:
| - Cantilan - Dapa | - Dinagat - Gigaquit | - Hinatuan - Lianga | - Placer - Surigao | - Tandag. |  |

### Independencia
El 18 de septiembre de 1960 la provincia de Surigao fue dividida en dos: Surigao del Norte y Surigao del Sur.
Las Islas Dinagat pasaron a convertirse en una nueva provincia el 2 de diciembre de 2006.